# Любов в мълчание
„Любов в мълчание“ (на испански: Amor en silencio) е мексиканска теленовела от 1988 г., състояща се от два сезона, създадена от Лиляна Абуд и Ерик Вон, режисирана от Мигел Корсега, Луис Велес и Моника Мигел и продуцирана от Карла Естрада за Телевиса. Теленовелата е популярна в Латинска Америка, Европа и Азия.
В първата част главните положителни роли са поверени на Ерика Буенфил и Артуро Пениче, а отрицателните на Маргарита Санс, Елвира Монсел и Хоакин Кордеро. Специално участие вземат Луча Морено и Саби Камалич.
Във втората част главните положителни роли са поверени на Ерика Буенфил и Омар Фиеро, в отрицателните са Маргарита Санс, Елвира Монсел, Алберто Маягойтия и Алберто Естрея. Специално участие вземат Оливия Бусио, Едгардо Гаскон и първата актриса Ада Караско.

## Сюжет
Внимание:  Текстът по-долу разкрива сюжета на произведението (или части от него)!

### Първа част
Марисела е млада, богата, красива и интелигентна жена, която чувства празнота в сърцето си, докато се запознава с Фернандо, добър и честен човек, произлизащ от заможно семейство. Но семействата, както на Фернандо, така и на Марисела, се противопоставят на тяхната любов.
От една страна Мигел, бащата на Марисела, отказва да приеме Фернандо като част от семейството си. Мигел иска за Марисела нещо по-добро. От друга страна Мерседес, сестрата на Фернандо, го ревнува от всяка жена. И за да стане още по-лошо, Паола, сестрата на Марисела, е влюбена във Фернандо, и не иска да го остави в ръцете на сестра си.
И все пак срещу всичко и всички, Марисела се омъжва за Фернандо, защото любовта им оцелява, а също така ги свързва завинаги в лицето на малката им дъщеря Ана. Най-лошото в тяхната история се осъществява по време на сватбата им – Мерседес, полудяла от ревност, стреля в Марисела, но без да иска поваля брат си. Тя получава това, което иска, но ѝ е поднесена и горчива изненада – освен Марисела, Мерседес убива и Фернандо. Майката на Марсела, Андреа, получава сърдечен удар и умира по време на престрелката.

### Втора част
Години по-късно Ана, дъщерята на Марисела и Фернандо, която е прекарала детството си в училище интернат в САЩ, се връща обратно в Мексико със Санди, най-добрата ѝ приятелка, с която са израснали заедно и са като сестри. Ана е пратена в това училище от дядо си, който е манипулиран от леля ѝ Паола. Приликата между Ана и Марисела е поразителна.
Тази прилика кара Мигел да поправи грешките си в миналото, когато не се е вслушал в избора на дъщеря си. Макар и огорчена на дядо си, Ана му прощава за постъпките и го дарява с цялата си любов. Презрението на Паола към своята племенница се възражда, защото тя е плод на любовта между сестра ѝ и човека, когото е обичала.
Но има някой, който е влюбен в Ана. Това е младият Анхел Трехо, доведеният син на Мигел и Андреа, който е с увреден слух и който още от детството си е влюбен в Ана. Анхел не може да изрази любовта си. Когато решава да се бори за нея, разбира че Ана има връзка с Диего Роблес, един от извънбрачните синове на Мигел, който иска да я използва, за да си отмъсти на баща си. Диего мрази Мигел, защото в миналото Мигел е имал връзка с Елена, която го дарява със синове – Диего и Томас. Двамата братя са противоположности – докато Томас е добър и благороден, Диего е изпълнен със завист и омраза, насадени му от Ада, майката на Елена. Така че Диего и Томас са полубратя на Марисела и Поала, която изпитва огромна омраза и към тях, защото не иска да дели богатството на баща си с никого, и вуйчовци на Ана.
Ана и Анхел трябва да се изправят и срещу Мерседес, лелята на момичето по бащина линия, която след убийството е приета в лудница, но впоследствие е пусната на свобода. Виждайки Ана, Мерседес си мисли, че е Марисела, която е успяла да се спаси, затова тя се опитва отново да я убие.

## Актьори
Част от актьорския състав:
Първа част
- Ерика Буенфил – Марисела Окампо Трехо
- Артуро Пениче – Фернандо Силва
- Хоакин Кордеро – Мигел Окампо
- Маргарита Санс – Мерседес Силва
- Саби Камалич – Андреа Трехо де Окампо
- Елвира Монсел – Паола Окампо Трехо
- Хосе Елиас Морено – Хосе Мария Дуран
- Оскар Морели – Хулиан Дуран
- Оливия Бусио – Елена Роблес
- Алехандра Малдонадо – Майра Самбрано
- Ада Караско – Ада вдовица де Роблес
- Ракел Морел – Лизбет
- Ракел Панковски – Фелипа

Втора част
- Ерика Буенфил – Ана Силва Окампо
- Омар Фиеро – Анхел Трехо
- Хоакин Кордеро – Мигел Окампо
- Маргарита Санс – Мерседес Силва
- Патрисия Перейра – Санди Грант
- Елвира Монсел – Паола Окампо Трехо
- Хосе Елиас Морено – Хосе Мария Дуран
- Алберто Естрея – Педро
- Едгардо Гаскон – Томас Окампо Роблес
- Алберто Маягойтия – Диего Окампо Роблес
- Синтия Клитбо – Аурора
- Оливия Бусио – Елена Роблес
- Бланка Санчес – Исабел Лариос де Грант
- Клаудия Ислас – Анхела Палафокс
- Аляска – себе си
- Ракел Морел – Лизбет
- Ана Мария Агире – Психиатърката на Мерседес

## Премиера
Премиерата на Любов в мълчание е на 29 февруари 1988 г. по Canal de las Estrellas. Последният 115. епизод е излъчен на 5 август 1988 г.

## Награди и номинации
Награди TVyNovelas 1989
| Категория                            | Номинация            | Резултат  |
| ------------------------------------ | -------------------- | --------- |
| Най-добра теленовела                 | Карла Естрада        | Печели    |
| Най-добър актьор в главна роля       | Артуро Пениче        | Номиниран |
| Най-добра актриса в отрицателна роля | Маргарита Санс       | Печели    |
| Най-добър пръв актьор                | Хоакин Кордеро       | Печели    |
| Най-добра млада актриса              | Ерика Буенфил        | Печели    |
| Най-добър млад актьор                | Омар Фиеро           | Номиниран |
| Най-добро женско откритие            | Елвира Монсел        | Печели    |
| Най-добра история или адаптация      | Лиляна Абуд Ерик Вон | Печелят   |

## Версии
- TV Azteca реализира през 1999 г. версията Говори ми за любов, продуцирана от Луис Велес и Росана Арау. С участието на Дана Гарсия и Бруно Бичир в първата част и Дана Гарсия и Маурисио Очман във втората.

- Не ме оставяй, продуцирана от Карлос Морено Лагийо за Телевиса през 2015 – 2016 г. В първата част главните положителни роли изпълняват Камила Соди и Освалдо Бенавидес, а отрицателните – Артуро Пениче, Алехандра Барос и Лаура Кармине. Във втората част главните положителни роли изпълняват Камила Соди и Игнасио Касано, а отрицателните – Алехандра Барос, Лаура Кармине и Брандон Пениче.